# 메타크릴산 메틸
메타크릴산 메틸(영어: methyl methacrylate, MMA)은 화학식이 CH2=C(CH3)COOCH3인 유기 화합물이다. 메타크릴산의 메틸 에스터(MAA)인 이 무색 액체는 폴리(폴리메타크릴산 메틸)(PMMA) 생산을 위해 대규모로 생산되는 단량체이다.

## 환경 문제와 건강상의 위험
메틸 메타크릴레이트의 급성 독성 측면에서 LD50은 7~10g/kg(경구, 쥐)이다. 눈에 자극을 주며 발적과 통증을 유발할 수 있다. 상대적으로 높은 농도의 메틸 메타크릴레이트에 노출된 설치류와 토끼에게서 피부, 눈, 비강의 자극이 관찰되었다. 메틸 메타크릴레이트는 인간에게 경미한 피부 자극제이며 민감한 사람에게 피부 감작을 유발할 가능성이 있다.

## 같이 보기
- 폴리메타크릴산 메틸